# Anthomedusae
Os hidrozoários gimnoblásticos, Anthoathecatae ou Anthomedusae, constituem uma ordem da Classe Hydrozoa ou, segundo outros sistemas taxonómicos, uma subordem dos Hydroidea (ou Hydroida). Caracteriza-se pelos seus zoóides - as antomedusas (formas livres medusóides), que se apresentam nus, não envoltos numa cápsula, sendo, por isso, também chamados de Gymnoblastea (Gymno = nu + Blastos = embrião). Têm ainda sido designados pelos nomes de Gymnoblastica (Perrier - enquanto ordem), Gymnoblastidae (Delage e Hérouard - enquanto subordem) Tubulariae, Tubularida, e Athecata. 
Possuem quatro tentáculos muito ramificados, com um manúbrio (grupo central de tentáculos, em redor da boca) alargado, sobre o qual se encontram as gónadas, de origem subepidérmica. Em geral, têm ocelos, mas sem estatocistos (ao contrário do que acontece com as leptomedusas). São medusas craspédotas, ou seja, têm véu ou craspédon. 
Os pólipos, solitários ou formando colónias, não apresentam hidroteca.

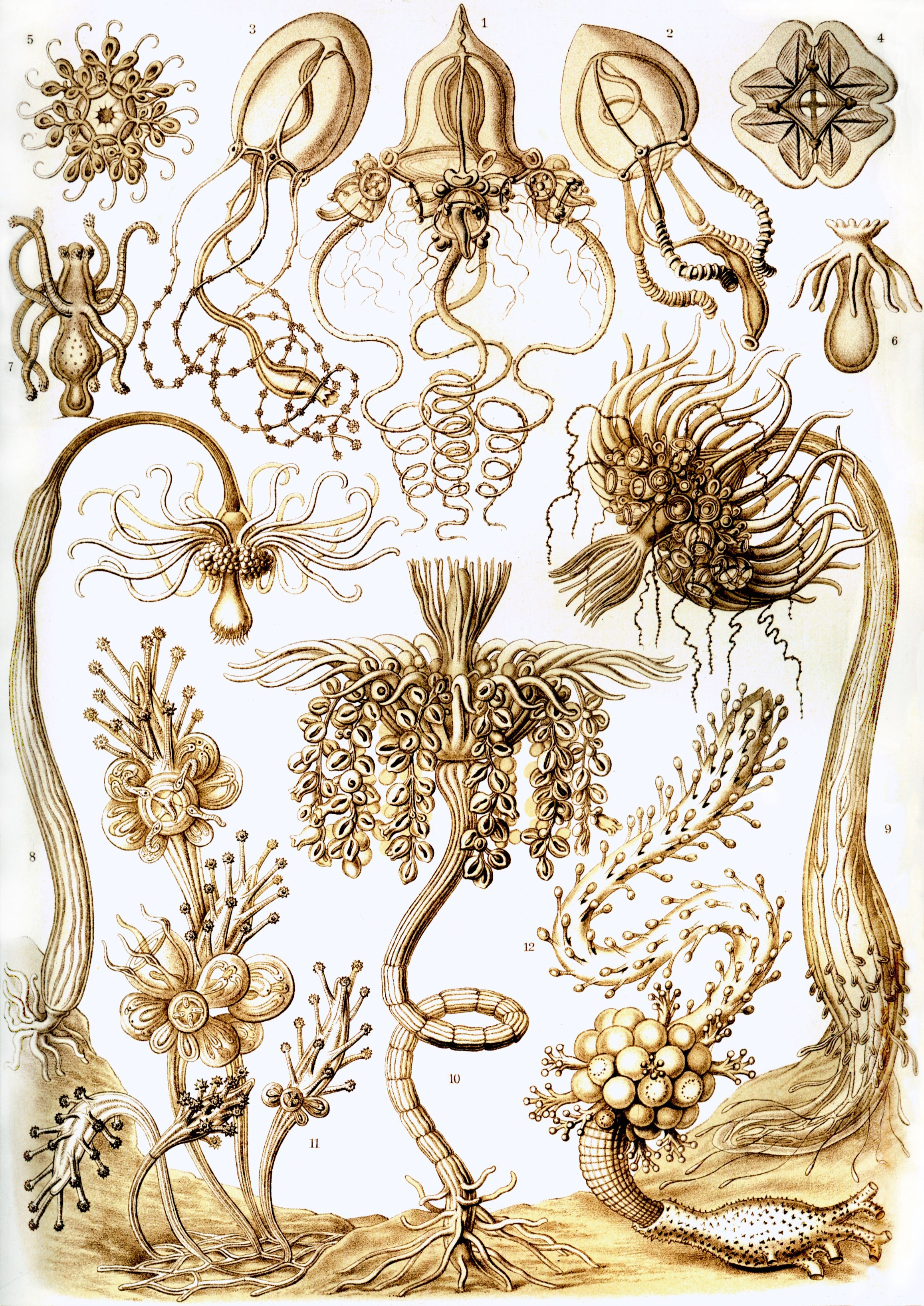
Haeckel: "Tubulariae"

## Classificação
- Família Monobrachiidae
- Família Paragotoeidae
- Família Rhysiidae
- Família Stylasteridae

Subordem Capitata
- Família Acaulidae
- Família Candelabridae
- Família Cladocorynidae
- Família Cladonematidae
- Família Corymorphidae
- Família Corynidae
- Família Eleutheriidae
- Família Halimedusidae
- Família Hydridae
- Família Hydrocorynidae
- Família Margelopsidae
- Família Milleporidae
- Família Moerisiidae
- Família Pennariidae
- Família Polyorchidae
- Família Porpitidae
- Família Protohydridae
- Família Solanderiidae
- Família Sphaerocorynidae
- Família Tubulariidae
- Família Zancleidae
- Família Zancleopsidae

Subordem Filifera
- Família Balellidae
- Família Bougainvilliidae
- Família Bythotiaridae
- Família Cytaeididae
- Família Eudendriidae
- Família Hydractiniidae
- Família Oceanidae
- Família Pandeidae
- Família Proboscidactylidae
- Família Rathkeidae
- Família Russelliidae
- Família Trichydridae

Incertae sedis
- Gênero Euphysilla
- Gênero Microcampana
- Gênero Paulinum
- Gênero Plotocnide
- Gênero Propachycordyle
- Gênero Tubiclava